# Rathbunella
Rathbunella és un gènere de peixos de la família dels batimastèrids i de l'ordre dels perciformes que es troba al Pacífic nord-oriental: des del nord de Califòrnia (els Estats Units) fins al nord de Baixa Califòrnia (Mèxic).

## Taxonomia
- Rathbunella alleni (Gilbert, 1904)[4]
- Rathbunella hypoplecta (Gilbert, 1890)[5]